# Briansk
Briansk (en russe : Брянск) est une ville de Russie et la capitale administrative de l'oblast de Briansk. Sa population s'élevait à 402 675 habitants en 2020.

## Géographie
Briansk est arrosée par la rivière Desna et se trouve à 347 km au sud-ouest de Moscou.

## Histoire
La première mention écrite de Briansk date de 1146 et se trouve dans la Chronique d'Ipatiev sous la graphie Debriansk (Дъбряньск). Ce nom est dérivé de дъбръ, un mot slave pour fossé, plaine ou forêt dense. La région était connue pour ses épaisses forêts. Aujourd'hui, les autorités locales et les archéologues estiment cependant que la ville existait déjà en 985 ; c’était une colonie fortifiée sur la rive droite de la rivière Desna.
Briansk demeure mal connue jusqu'à l'invasion mongole de la Russie. Elle était la plus septentrionale des villes sévériennes soumises aux Riourikides de Tchernigov. Après l'assassinat de Mikhaïl de Tchernigov par les Mongols, en 1246, et la destruction de sa capitale, son fils transféra son siège à Briansk. En 1310, lorsque les Mongols mirent de nouveau la ville à sac, elle appartenait à la principauté de Smolensk.
Olgierd de Lituanie acquit Briansk par héritage en 1356 et la donna à son fils, Dmitry l'Ancien. Jusqu'à la fin du siècle, sa possession fut disputée entre Jogaila, Vytautas, Švitrigaila, et Iouri de Smolensk.
La Russie moscovite conquit Briansk en 1503, après la bataille de la Vedrocha. La ville fut transformée en une forteresse qui joua un rôle majeur pendant la période troublée de l'Interrègne. Pierre le Grand rattacha Briansk au gouvernement de Kiev, mais la Grande Catherine jugea plus judicieux de la rattacher au gouvernement d'Orel en 1779. Elle donna également des armoiries à la ville.
Aux XVIIe et XVIIIe siècles, Briansk était un marché régional, où se tenait la foire Svenskaïa, la plus importante de Russie occidentale. La foire avait lieu tous les ans sous les auspices du monastère Svenski.
Des canons et des munitions commencèrent à y être fabriqués pour la marine impériale russe en 1783. De marché régional, Briansk se transforma en un centre industriel important pour la métallurgie et le ingénierie.
La ville et la paysannerie de tout le district eut à souffrir des réquisitions et de la collectivisation soviétiques, ce qui entraîna révoltes, répressions et déportations. Pendant la Seconde Guerre mondiale, Briansk fut occupée par les forces allemandes du 6 octobre 1941 au 17 septembre 1943. La ville fut gravement endommagée par les combats. Environ 60 000 partisans soviétiques étaient actifs dans la région de Briansk, infligeant de lourdes pertes à l'armée allemande. En 1941, Mikhaïl Kalachnikov, alors conducteur de char, fut blessé à Briansk.
Peu après sa libération, Briansk devint le centre administratif de l'oblast de Briansk (1944).

## Population
La situation démographique de Briansk s'est gravement détériorée dans les années 1990. En 1999, le taux de natalité était tombé à seulement 6,9 ‰ et le taux de mortalité s'élevait à 14,7 ‰ (contre 9,5 en 1990), si bien que le solde naturel accusait un déficit de 7,8 ‰ (contre un excédent de 3,2 en 1990). 
En 2007, la reprise timide de la natalité (10,4 ‰) ne compense pas la mortalité qui reste forte (14,8) si bien que le solde naturel accuse toujours un déficit de 4,4 ‰. La population de Briansk a atteint un pic en 1998, dépassant les 463 000 habitants, avant d'entamer une baisse sensible, qui semble interrompue, selon les chiffres du recensement du 14 octobre 2010.
Recensements ou estimations de la population
| 1856   | 1897*  | 1926*  | 1939*   | 1959*   | 1970*   | 1979*   |
| ------ | ------ | ------ | ------- | ------- | ------- | ------- |
| 11 600 | 24 781 | 25 068 | 173 938 | 207 319 | 317 504 | 394 210 |

| 1989*   | 2002*   | 2010*   | 2012    | 2013    | 2014    | 2015    |
| ------- | ------- | ------- | ------- | ------- | ------- | ------- |
| 452 160 | 431 526 | 415 721 | 412 753 | 410 837 | 408 472 | 407 256 |

| 2016    | 2017    | 2018    | 2019    | 2020    | - | - |
| ------- | ------- | ------- | ------- | ------- | - | - |
| 405 921 | 406 553 | 404 793 | 402 675 | 402 675 | - | - |

## Économie
Briansk compte plusieurs importants établissements industriels dans le secteur des constructions mécaniques :
- BMZ (en russe : Брянский машиностроительный завод, Brianski machinostroïtelny zavod) : usine fondée en 1873, fabrique des locomotives, wagons de marchandises et moteurs Diesel marins de grande puissance ; fait partie du groupe Transmach ; 8 820 salariés en 2012[3] ;
- BAZ (en russe : Брянский автомобильный завод, Brianski avtomobilny zavod) : fondée en 1958, cette usine fabrique des camions spéciaux à usage civil et militaire, en particulier différents types de lance-missiles[4] ;
- BSZ (en russe : Бежицкий сталелитейный завод, Bejitski staleliteïny zavod, en abrégé БСЗ) : usine fondée en 1935, produit des pièces en acier pour véhicules automobiles, wagons, des vannes d'oléoduc et de gazoduc, etc. ; 4 000 salariés[5].

Le 25 avril 2022, vers 2 heures du matin, heure locale, un dépôt de carburant de la « Transneft Briansk-Droujba » est frappé par un important incendie, selon les médias russes, qui n'en précisent pas les raisons.

## Santé
La région de Briansk a fait partie de celles qui ont été touchées par les retombées de la catastrophe de Tchernobyl, qui ont contaminé certains produits alimentaires (champignons, baies, gibier...).

## Transports
Briansk possède un aéroport (code AITA : BZK).
Briansk est aussi un nœud ferroviaire important ; la ville est traversée par plusieurs voies ferrées joignant Moscou, Kiev, Kharkov, Orel et Viazma.

## Sport
La ville abrite le club de football du Dinamo Briansk, qui évolue depuis 2013 en troisième division russe.

## Personnalités liées à la ville
- Vera Gedroitz (1870-1932), médecin, chirurgienne, première femme professeure de chirurgie en Russie

- Naum Gabo (1890-1977), sculpteur, peintre et théoricien d'art, russe naturalisé américain.
- Viktor Afanassiev (1948-),  cosmonaute soviétique puis russe.
- Nadiya Olizarenko (1953-2017), championne olympique et d'Europe du 800 m.
- Sergueï Soukhoroutchenkov (1956-), coureur cycliste russe, champion olympique.
- Svetlana Krivelyova (1969-), championne olympique du lancer du poids en 1992.
- Valentina Igoshina (1978-), pianiste russe.
- Ian Nepomniachtchi (1990-), joueur d’échecs.